# Gira de los Leones Británico-Irlandeses 2017
La Gira de los Leones Británico-Irlandeses 2017 fue el 33 tour internacional de rugby de los europeos, que tuvo lugar en Nueva Zelanda desde el 3 de junio al 8 de julio de 2017.
Los Leones Británico-Irlandeses empataron la serie de pruebas contra los All Blacks ganando uno de los 3 partidos, perdiendo otro y empatando el último partido.

## Plantel
Este seleccionado contó con el mismo entrenador de la gira pasada y que a su vez fue extranjero a Irlanda o al Reino Unido, como ya sucedió en las giras de Australia y Nueva Zelanda 1904 y Australia 2001. Los jugadores fueron 15 ingleses, 12 galeses, 11 irlandeses y sólo 3 escoceses.
Entrenador:  Warren Gatland
Forwards
| - Rory Best - Dan Cole - Taulupe Faletau - Tadhg Furlong - Jamie George - Iain Henderson - Maro Itoje | - Alun Wyn Jones - George Kruis - Courtney Lawes - Joe Marler - Jack McGrath - Ross Moriarty - Sean O'Brien | - Peter O'Mahony - Ken Owens - Kyle Sinckler - CJ Stander - Justin Tipuric - James Haskell - Mako Vunipola - Sam Warburton (C) |

Backs
| - Dan Biggar - Elliot Daly - Jonathan Davies - Owen Farrell | - Leigh Halfpenny - Robbie Henshaw - Stuart Hogg - Jonathan Joseph - Greig Laidlaw | - Conor Murray - George North - Jack Nowell - Jared Payne - Tommy Seymour | - Jonathan Sexton - Ben Te'o - Anthony Watson - Rhys Webb - Liam Williams |

## Antecedentes
La última vez que neozelandeses y británico-irlandeses se habían enfrentado sucedió en la Gira de Nueva Zelanda 2005, en aquella ocasión los All Blacks destrozaron a los Lions. A su vez la última victoria de los Lions había ocurrido en la Gira de Nueva Zelanda 1971, por lo que la victoria del combinado europeo fue un resultado histórico.
Los británico-irlandeses llegaron victoriosos, luego de triunfar en su última gira ante los Wallabies. Mientras los neozelandeses recibieron a su visita como bicampeones de la Copa del Mundo y campeones del Rugby Championship.
Si no hay cambios en el calendario, la siguiente visita de los europeos será en la Gira de Nueva Zelanda 2029.

## Partidos de entrenamiento
| Fecha       | Recinto                 | Rival            | Resultado |       | Espectadores |
| ----------- | ----------------------- | ---------------- | --------- | ----- | ------------ |
| 3 de junio  | Okara Park              | NZ Barbarians    | 7 – 13    | Lions | 19.951       |
| 7 de junio  | Eden Park               | Blues            | 22 – 16   | Lions | 40.639       |
| 10 de junio | Estadio AMI             | Crusaders        | 3 – 12    | Lions | 20.497       |
| 13 de junio | Estadio Forsyth Barr    | Highlanders      | 23 – 22   | Lions | 29.620       |
| 17 de junio | Estadio int. de Rotorua | Māori All Blacks | 10 – 32   | Lions | 28.177       |
| 20 de junio | Estadio Waikato         | Chiefs           | 6 – 34    | Lions | 29.974       |
| 27 de junio | Estadio Westpac         | Hurricanes       | 31 – 31   | Lions | 38.690       |

## All Blacks
Entrenador: Steve Hansen
Forwards
| - Dane Coles - Codie Taylor - Nathan Harris - Wyatt Crockett | - Charlie Faumuina - Owen Franks - Joe Moody - Ofa Tu'ungafasi | - Scott Barrett - Brodie Retallick - Luke Romano - Sam Whitelock | - Sam Cane - Jerome Kaino - Kieran Read - Ardie Savea - Liam Squire |

Backs
| - Tawera Kerr-Barlow - TJ Perenara - Aaron Smith - Beauden Barrett | - Aaron Cruden - Lima Sopoaga - Ryan Crotty - Ngani Laumape | - Anton Lienert-Brown - Sonny Bill Williams - Jordie Barrett - Israel Dagg | - Rieko Ioane - Waisake Naholo - Julian Savea - Ben Smith |

## Test matches
Primera fecha
| 24 de junio de 2017 | Nueva Zelanda                                                                                       | 30 – 15 | Lions                                                                  | Eden Park, Auckland                                                 |                                                                     |
|                     | Tries: Taylor 17' Ioane 54', 69' Conversiones: B. Barrett (3) Penales: B. Barrett (3) 13', 33', 60' |         | Tries: 35' O'Brien 80' Webb Conversión: 80' Farrell Penal: 30' Farrell | Asistencia: 48.181 espectadores Árbitro(s): Jaco Peyper (Sudáfrica) | Asistencia: 48.181 espectadores Árbitro(s): Jaco Peyper (Sudáfrica) |

Segunda fecha
| 1 de julio de 2017 | Nueva Zelanda                                             | 21 – 24 | Lions                                                                                         | Estadio Westpac, Wellington                                         |                                                                     |
|                    | Penales: B. Barrett (7) 19', 31', 36', 47', 53', 57', 66' |         | Tries: 59' Faletau 68' Murray Conversión: 69' Farrell Penales: 22', 33', 40', 77' (4) Farrell | Asistencia: 38.931 espectadores Árbitro(s): Jérôme Garcès (Francia) | Asistencia: 38.931 espectadores Árbitro(s): Jérôme Garcès (Francia) |

Tercera fecha
| 8 de julio de 2017 | Nueva Zelanda                                                                   | 15 – 15 | Lions                                       | Eden Park, Auckland                                                |                                                                    |
|                    | Tries Laumape 14' J. Barrett 35' Conversión B. Barrett 15' Penal B. Barrett 68' |         | Penales 19', 32', 20', 78' Farrell 42' Daly | Asistencia: 48.609 espectadores Árbitro(s): Romain Poite (Francia) | Asistencia: 48.609 espectadores Árbitro(s): Romain Poite (Francia) |